# Flagge Grönlands
Die Flagge Grönlands (grönländisch Erfalasorput) wurde gemäß Gesetz Nr. 6 des Jahres 1985 am 21. Juni 1985 als Flagge des autonomen Landes Grönland innerhalb des Königreichs Dänemark eingeführt.

## Geschichte

### Vorgeschichte
Als Teil des dänischen Kolonialreichs wehte in Grönland seit 1721 die dänische Flagge. Nach der Dekolonisierung im Jahr 1953 wurde die dänische Flagge beibehalten. In den folgenden Jahren wurde in der Atuagagdliutit in Leserbriefen mehrfach das Thema einer eigenen grönländischen Flagge aufgeworfen, so 1958, 1962, 1964 oder 1969. Die Vorschläge reichten dabei von einer völlig neuen Flagge über eine neue Flagge mit der dänischen Flagge im Liek zu Abwandlungen der dänischen Flagge mit einem speziellen grönländischen Symbol.

### Erste Flaggendebatte 1973–1974

Von Aqissiaq Møller, Leif Aidt, Erik Hammeken, Peter Frederik Rosing und Finn Lynge vorgeschlagener Flaggenentwurf von 1973

Nach Gründung des Hjemmestyreudvalgs legten die fünf Grönländer Aqissiaq Møller, Leif Aidt, Erik Hammeken, Peter Frederik Rosing und Finn Lynge am 5. Juli 1973 einen konkreten Entwurf vor, der im Dezember 1973 veröffentlicht wurde. Das Skandinavische Kreuz sollte die Verbundenheit zu Dänemark und dem Rest Skandinaviens ausdrücken, die grüne Farbe sollte sich auf den Landesnamen beziehen und als Kontrast zum Rot der dänischen Flagge fungieren. Das Kreuz sollte innen weiß wie das grönländische Eis, außen blau wie das Meer sein.
In einem Leserbrief am 24. Januar 1974 schlug der Lehrer Peter Olsvig zwei Alternativen vor: Eine rote Flagge mit einem weiß umrandeten grünen Kreuz oder eine weiße Flagge mit einem grün umrandeten roten Kreuz. Eine Woche später schlug Nikolaj Fly Petersen eine rote Flagge mit einem weiß umrandeten grünen Kreuz mit weißen Streifen vor. In derselben Ausgabe äußerte der Schäfer Abel Kristiansen hingegen seine Bestürzung über die mögliche Einführung einer neuen Flagge und bezog sich auf Henrik Lund, den Dichter der grönländischen Nationalhymne Nunarput utoqqarsuanngoravit, der auch bei einer möglichen Unabhängigkeit die dänische Flagge beibehalten wollte. Abel Kristiansen wollte höchstens ein grönländisches Symbol auf der dänischen Flagge platzieren. Am 14. Februar wurde er in seiner Meinung in einem Leserbrief von Edvard Hansen bestätigt.
Da die Zeitungsredaktion in diesen Wochen mit weiteren Vorschlägen überflutet wurde, ließ Chefredakteur Jørgen Fleischer am 28. Februar 1974 elf Vorschläge abdrucken und forderte die Leser auf, bis Ende April per Post für einen der Vorschläge zu stimmen. Von den elf Vorschlägen waren beinahe alle skandinavische Kreuze mit verschiedenen Farbkombinationen aus Weiß, Grün, Rot und Blau. Einer der Vorschläge hatte den Umriss Grönlands im Liek, ein anderer einen Stern. Einer der Vorschläge war eine Trikolore ähnlich einer um 90° gedrehten Version der Flagge Sierra Leones. Zu den elf Vorschlägen gehörte auch der Dannebrog. In den folgenden Wochen füllten zahlreiche weitere Leserbriefe zur Flaggendebatte die Zeitung. Daneben wurden laufend Zwischenergebnisse der Abstimmung veröffentlicht. Anfangs führte der Vorschlag mit dem Umriss Grönlands im Liek, bevor er von der Beibehaltung der dänischen Flagge eingeholt wurde, die jedoch zu diesem Zeitpunkt nur 24 % der Stimmen erhalten hatte. Der Mitgründer der Nordischen Flaggengesellschaft Jørgen Juul Wielandt kommentierte am 2. Mai alle elf Vorschläge. Am 23. Mai 1974 wurde das Ergebnis des Wettbewerbs bekanntgegeben. Von allen Vorschlägen hatte die dänische Flagge mit 107 von 440 Stimmen (24 %) die meisten Stimmen erhalten, zugleich hatten aber also auch 76 % für eine eigene grönländische Flagge gestimmt. Während des Wettbewerbs hatte die Zeitungsredaktion 53 weitere Vorschläge erhalten. Anschließend ebbte die Flaggendebatte ab.

### Zweite Flaggendebatte 1978–1979

Gert K. Davidsens Vorschlag

Nachdem die Hjemmestyrekommission im April 1978 ihre Arbeit beendet hatte und sich die Autonomie Grönlands abzeichnete, kam das Thema erneut auf. Die Nordische Flaggengesellschaft wollte diesmal Vorschläge auf Basis der damaligen Abstimmung ausarbeiten und an Grønlands Landsråd unterbreiten. In den folgenden Monaten wurden erneut Leserbriefe mit Vorschlägen in der Atuagagdliutit veröffentlicht. Jørgen Kjær schlug ein rotes Kreuz auf Weiß vor. David Aronsen schlug ein grünes Kreuz auf Rot mit einem großen weißen Stern vor. Von Svend Holm kam der Vorschlag einer weiß umrandeten grünen Kreuzes auf Rot. Diesen Vorschlag hatte schon Nikolaj Fly Petersen vier Jahre zuvor gemacht, aber es stellte sich heraus, dass dieser Entwurf exakt der Flagge Bornholms entsprach. Gert K. Davidsen präsentierte einen ungewöhnlichen Entwurf, der aus einer oben und unten mit einem blauen Streifen versehenen weißen Flagge mit einem kleinen Dannebrog in der Flaggenmitte bestand. Jakob Janussen, Sekretär der Hjemmestyrekommission, gab im November 1978 bekannt, dass der Einführung einer grönländischen Flagge verfassungsmäßig nichts im Wege stehen würde. Am 30. November wurden weitere Vorschläge präsentiert, diesmal häufig deutlich ausgefallener. Weitere Vorschläge folgten in den nächsten Wochen.

### Politische Bearbeitung 1980–1985

Der unterlegene Vorschlag von Sven Tito Achen in der finalen Abstimmung

In der Herbstsitzung 1979 schlug Hendrik Nielsen im Inatsisartut die Behandlung des Flaggenthemas vor. Im November 1979 stimmte das dänische Grönlandsministerium der Einführung einer grönländischen Flagge zu. Im Januar 1980 beschloss die grönländische Regierung deswegen die Ausschreibung eines Wettbewerbs. Die Vorschläge sollten von einem Parlamentsausschuss mit fünf Mitgliedern unter der Beratung von Künstlern und Heraldikern bewertet werden und maximal zehn davon dem Parlament vorgelegt werden. Im Oktober 1981 gab Regierungschef und Ausschussvorsitzender Jonathan Motzfeldt bekannt, dass es dauern werde die 559 Vorschläge zu bewerten. Im April 1984 wurde bekanntgegeben, dass der Ausschuss nach vier Jahren seine Arbeit beendet hat und aus 620 Vorschlägen die besten 11 ausgesucht hat. Im November 1984 hieß es jedoch vom Ausschuss, dass keiner der Vorschläge wirklich überzeugt hatte und bat darum, erst einmal zu klären, ob die Flagge ein skandinavisches Kreuz haben sollte oder nicht.

### Einführung der Flagge
Schließlich entschied sich der Ausschuss doch für zwei Vorschläge, über die im Parlament abgestimmt werden sollte. Dabei wurde bewusst ein Vorschlag mit Kreuz und einer ohne Kreuz gewählt. Der eine Vorschlag stammte vom dänischen Heraldiker Sven Tito Achen und war ein weißes Kreuz auf Grün. Der zweite Vorschlag stammte von Thue Christiansen, der von 1979 bis 1983 Kulturminister unter Jonathan Motzfeldt gewesen war. Bei der Parlamentsabstimmung im Februar 1985 gewann Thue Christiansens Vorschlag mit 14 zu 11 Stimmen.
Kurz nach der Abstimmung formierten sich Proteste, weil die Bevölkerung nicht einbezogen war, und Gudrun Chemnitz und Peter Egede forderten in der Atuagagdliutit eine Volksabstimmung. Auch die Tatsache, dass die grönländische Flagge bereits von einem dänischen Ruderverein genutzt wurde, und dass der unterlegene Vorschlag die Flagge der puerto-ricanischen Unabhängigkeitsbewegung war, ließen die Regierung nicht von der Entscheidung abbringen. Im Mai 1985 stimmte das Folketing einer grönländischen Flagge zu, während Otto Steenholdt von der konservativen Atassut weiter für ein anderes Flaggenmotiv kämpfte. Ende Mai verließ die Partei erstmals in der Parlamentsgeschichte den Parlamentssaal, weil die Regierung eine Volksabstimmung ablehnte. Zuvor hatten rekordmäßig viele Bürger bei einer Unterschriftenaktion eine Volksabstimmung gefordert.
Am 11. Juni 1985 wurde das grönländische Flaggengesetz offiziell verabschiedet. Die neue Flagge wurde am 21. Juni 1985 eingeführt, der zugleich zum Nationalfeiertag ernannt wurde.

## Name

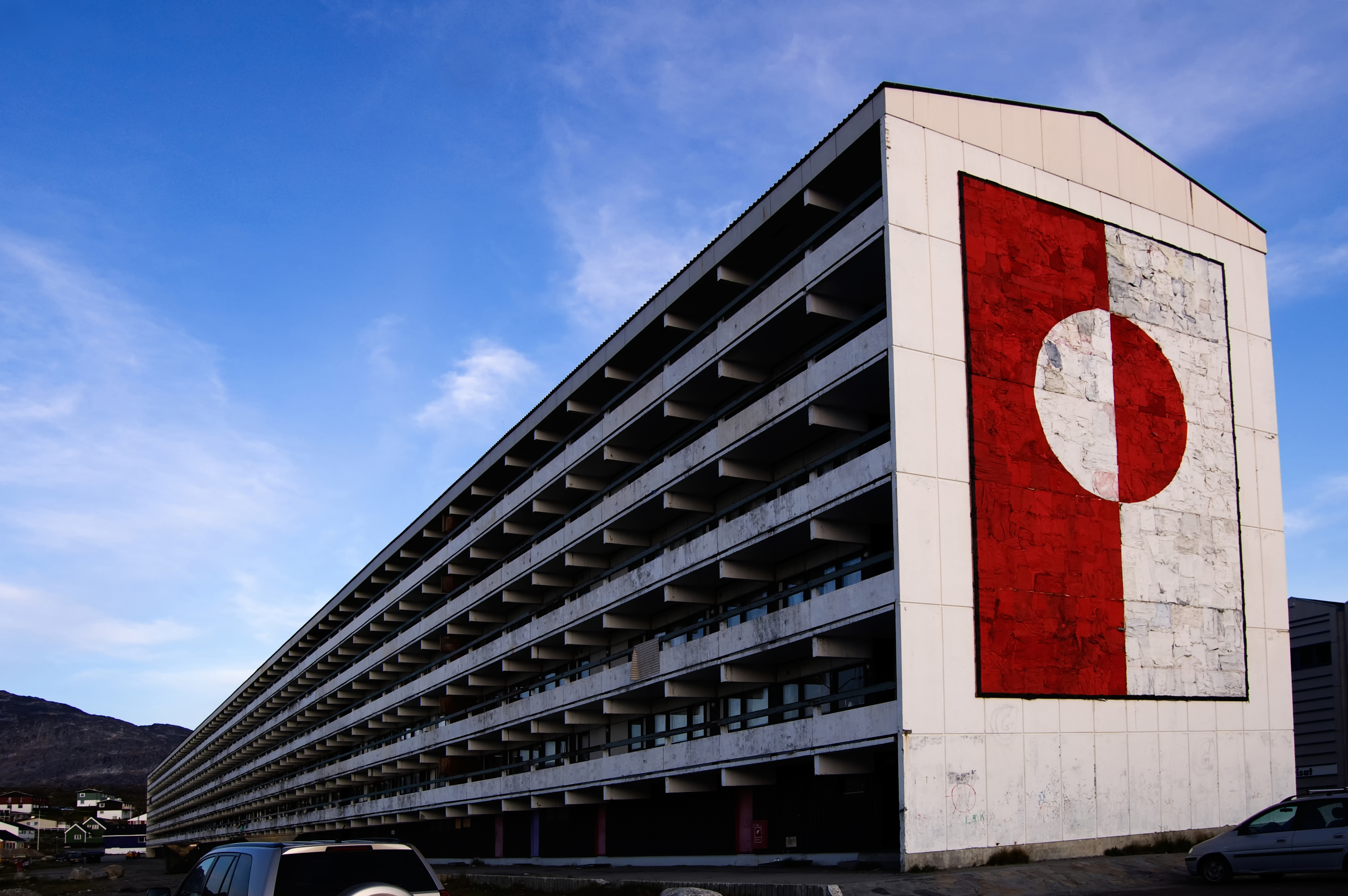
Flagge Grönlands auf dem abgerissenen Blok P (2009)

Der übliche Name der Flagge ist Erfalasorput („Unsere Flagge“), welcher jedoch nicht offiziell festgeschrieben ist. Das Wort für Flagge, erfalasoq, bedeutet wörtlich „Die Wehende“. Der Name für die dänische Flagge Aappalaartoq („Die Rote“) sollte sich laut Thue Christiansen auch auf die grönländische Flagge anwenden lassen.

## Beschreibung und Bedeutung

Aufbau

Die Flagge Grönlands zeigt zwei gleich breite waagerechte Bänder, von denen das obere weiß und das untere rot ist. Darüber liegt, leicht zum Mast verschoben, eine große Scheibe, deren obere Hälfte rot und untere Hälfte weiß ist. Die gesamte Flagge ist 12 mal 18 Einheiten groß; die Scheibe hat einen Durchmesser von 8 Einheiten, ihr Mittelpunkt hat einen Abstand von 7 Einheiten vom Mast und ist senkrecht zentriert.
| System                      | Rot       | Weiß        |
| --------------------------- | --------- | ----------- |
| RGB                         | 239-51-64 | 255-255-255 |
| Hexadezimale Farbdefinition | #EF3340   | #FFFFFF     |

Als die grönländische Post 1995 anlässlich des zehnjährigen Jubiläums der Flagge zusammen mit Thue Christiansen einen Bogen Sondermarken herausgab, erklärte der Designer, der weiße Streifen repräsentiere die Gletscher, der rote Streifen den Ozean, der rote Halbkreis die Fjorde und der weiße Halbkreis die Eisberge und das Packeis. Alternativ zeigt das Design die untergehende Sonne, wenn sie halb hinter dem Horizont versunken ist und sich im Meer spiegelt. Die Farbwahl weist auf die jahrhundertelange Verbundenheit mit Dänemark, während das Fehlen eines skandinavischen Kreuzes die Eigenständigkeit gegenüber Dänemark symbolisiert.

## Flaggentage
Mit der Bekanntmachung Nr. 26 vom 11. November 2008 wurden die aktuell gültigen offiziellen Flaggentage bekanntgegeben, an denen die grönländische Flagge gehisst werden muss.
| Tag                 | Anlass                                                  |
| ------------------- | ------------------------------------------------------- |
| 1. Januar           | Neujahr                                                 |
| 6. Januar           | Dreikönigstag                                           |
| 5. Februar          | Geburtstag von Königin Mary von Dänemark                |
| 6. Februar          | Geburtstag von Prinzessin Marie von Dänemark            |
| Gründonnerstag      |                                                         |
| Karfreitag          |                                                         |
| Ostersonntag        |                                                         |
| Ostermontag         |                                                         |
| 9. April            | Besetzung Dänemarks                                     |
| 16. April           | Geburtstag von Königin Margrethe II.                    |
| 29. April           | Geburtstag von Prinzessin Benedikte von Dänemark        |
| 1. Mai              | Jahrestag der Einführung der Hjemmestyre/Tag der Arbeit |
| Christi Himmelfahrt |                                                         |
| 5. Mai              | Befreiung Dänemarks                                     |
| Pfingstsonntag      |                                                         |
| Pfingstmontag       |                                                         |
| 26. Mai             | Geburtstag von König Frederik von Dänemark              |
| 5. Juni             | Grundlovsdag                                            |
| 7. Juni             | Geburtstag von Prinz Joachim von Dänemark               |
| 11. Juni            | Geburtstag von Prinz Henrik von Dänemark                |
| 15. Juni            | Valdemarsdag/Genforeningsdag                            |
| 21. Juni            | Nationalfeiertag                                        |
| 3. Juli             | Hans-Egede-Tag (Ankunft von Hans Egede in Grönland)     |
| 24. Oktober         | Tag der Vereinten Nationen                              |
| 21. Dezember        | Wintersonnenwende                                       |
| 24. Dezember        | Heiligabend                                             |
| 25. Dezember        | Erster Weihnachtsfeiertag                               |
| 26. Dezember        | Zweiter Weihnachtsfeiertag                              |